# Václav Bělohradský (patolog)
Václav Bělohradský (14. ledna 1844 Tursko – 5. října 1896 Praha) byl český patolog. Roku 1872 získal doktorský titul na lékařské fakultě, v roce 1883 se habilitoval na právech, kde poté přednášel soudní lékařství. V roce 1890 byl jmenován mimořádným profesorem. Pracoval jako soudní znalec a přispíval články do odborných časopisů. Byl uznávaný pro své rozsáhlé znalosti a pedagogický talent.

## Život
Po maturitě na novoměstském gymnáziu studoval na pražské lékařské fakultě, kterou úspěšně absolvoval v roce 1872. Roku 1883 se habilitoval jako docent soudní medicíny a začal přednášet na české právnické fakultě. Roku 1887 byl zapsán jako soudní znalec pro oblast trestního práva a o rok později i pro občanské právo.
Roku 1890 byl jmenován mimořádným profesorem.
Byl všeobecně uznávaný pro své rozsáhlé vědomosti, a to nejen ve svém oboru. Podrobně znal řecké a římské klasiky a někdy z nich čerpal informace o projevech duševních poruch. Měl pedagogický talent, jeho přednášky byly poučné a oblíbené. V odborných článcích prokazoval hlubokou znalost literatury a používal výstižný styl. Dokonale ovládal histologii, chemii, chirurgii a vnitřní lékařství.
Dlouhodobě trpěl neurózami, které se s postupem času stupňovaly. V poslední době se stranil lidí, a to i svých nejbližších přátel. Nepříznivě na něj také zapůsobila nemoc manželky. 5. října 1896 odpoledne byl nalezen mrtev ve svém kabinetu v druhém patře Karolina, příčinou smrti byla otrava. Pohřben byl 8. října na Olšanských hřbitovech za účasti rektora UK (Jan Jaromír Hanel), děkanů lékařské a právnické fakulty a dalších představitelů akademické obce i veřejného života.

## Dílo
Bělohradský přispíval do odborných časopisů. K jeho oblíbeným tématům patřily psychopatologie, kazuistika, sexualita a řešení soudně-lékařských záhad (např. správné rozlišení mezi vraždou a sebevraždou).
Jeho články vycházely především v Časopise českých lékařů a Prager Zeitschrift für Heilkunde
Samostatně vyšly:
- Dreizehnjährige Erfahrungen des gerichtlich-medicinischen Institutes in Prag (1880)
- Odborná pathologie a therapie. Díl třetí, Nemoci cizopasničné a otravy (1881) — Bělohradského příspěvek do šestisvazkové publikace, kterou sestavil Bohumil Eiselt
- Statistika zdravotnictví království a zemí v říšské radě zastoupených za rok 1880 (1884)
- Sexualné perversity vůbec a vzácný případ homosexualné perverse zvlášť (1893)